# Ботштейн, Дэвид
Дэвид Ботштейн (David Botstein; род. 4 сентября 1942, Цюрих) — американский учёный, биолог, генетик, академик Национальной академии наук США, директор Института геномики при Принстонском университете (с 2003), директор по научным исследованиям компании Calico (с 2013 года).

## Биография
В 1959 году окончил Высшую школу в Бронксе, а в 1963 году — Гарвардский университет. В 1967 году получил степень Ph.D. в Мичиганском университете. Преподавал в Массачусетском технологическом институте, где стал профессором генетики. В 1987 году стал вице-президентом по науке Genentech, Inc. В 1990 году он стал главой Отделения генетики в Стэнфордском университете. В 1981 году избран академиком Национальной академии наук США и в 1993 году — почётным членом Национального института медицины. Член Академии Американской ассоциации исследований рака (2014).

## Признание
- 1978 — Премия по микробиологии фирмы Eli Lilly and Company
- 1988 — Медаль Общества генетики Америки[англ.]
- 1989 — Премия Уильяма Аллана[англ.] Американского общества генетики человека[англ.]
- 1991 — Премия Диксона
- 1991 — Премия Розенстила (совместно с Raymond L. White[нем.] и Ronald W. Davis[нем.])
- 2003 — Премия Грубера по генетике
- 2010 — Премия медицинского центра Олбани
- 2012 — Премия Дэна Дэвида
- 2013 — Премия за прорыв в области медицины[5] — за «разработку метода изучения наследственных заболеваний человека при помощи полиморфизмов в ДНК»[6]
- 2013 — Warren Alpert Foundation Prize[англ.]
- Медаль Томаса Ханта Моргана (2020)

## Некоторые труды
- Botstein, D.; White, R.; Skolnick, M.; Davis, R. Construction of a genetic linkage map in man using restriction fragment length polymorphisms (англ.) // American Journal of Human Genetics. — 1980. — Vol. 32, no. 3. — P. 314–331. PMC 1686077. PMID 6247908.

- Eisen, M.; Spellman, P.; Brown, P.; Botstein, D. Cluster analysis and display of genome-wide expression patterns (англ.) // Proceedings of the National Academy of Sciences of the United States of America. — 1998. — Vol. 95, no. 25. — P. 14863–14868.doi:10.1073/pnas.95.25.14863. PMC 24541. PMID 9843981.
- Botstein, D.; Cherry, J. M.; Ashburner, M.; Ball, C. A.; Blake, J. A.; Butler, H.; Davis, A. P.; Dolinski, K. et al. Gene ontology: Tool for the unification of biology. The Gene Ontology Consortium (англ.) // Nature Genetics. — 2000. — Vol. 25, no. 1. — P. 25–29.doi:10.1038/75556. PMC 3037419. PMID 10802651.